# Gustav Habermehl

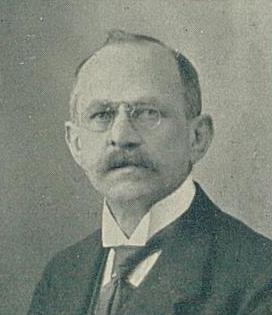
Gustav Habermehl

Gustav Habermehl (* 12. Januar 1860 in Lohrbach; † 4. Februar 1931 in Freiburg) war ein deutscher Schmuckfabrikant und Mitglied des Badischen Landtages. 

## Leben
Nach dem Besuch der Oberrealschule in Heidelberg von 1873 bis 1876 war Habermehl bis 1879 Kaufmannslehrling bei der Pforzheimer Firma Herb & Ohnmacht. Im Anschluss war er für ein Jahr im 1. Badischen Leibgrenadier-Regiment Nr. 109 in Karlsruhe Vizefeldwebel. Seit 1894 war er selbstständiger Fabrikant der Firma Habermehl & Dietrich in Pforzheim, deren alleiniger Inhaber er seit 1912 war. Habermehl engagierte sich als Mitbegründer und Vorstandsmitglied im Arbeitgeberverband für Pforzheim und Umgebung. Von 1919 bis 1931 war er Mitglied im Landtag der Republik Baden. Er gehörte der Deutschnationalen Volkspartei bzw. der Bürgerlichen Vereinigung an. Habermehl war in den Jahren 1928 bis 1929 II. Vizepräsident des badischen Landtags und wurde 1929 zu dessen Alterspräsidenten gewählt.